# 무스타파 훌루시
무스타파 훌루시(튀르키예어: Mustafa Hulusi, 1971년 ~ )는 영국 런던 출신의 예술가이다. 미술계는 그를 개념주의 작가로 분류하지만 작가 자신은 표현 방식에 경계를 정하는 것을 원하지 않는다. 작품을 보면 그 작가의 개인적인 사색 방식이나 성향을 파악할 수 있는데, 그의 작품을 보고 있으면 터키계 혈통으로 키프로스에서 출생하고 영국에서 살아온 문화 정체성을 느낄 수 있다.
그는 세계 각지를 여행하면서 작품을 위한 영감을 얻곤 하는데, 어느 날 현대 건축물의 틈에서 여러 문화의 흔적이 공존하고 있는 것을 보고 역사와 현재의 연결 고리에 매혹을 느끼게 되었다. 더 나아가 다양한 인종과 출신 나라로 구성된 자신의 가족이 어떻게 정체성을 발전시켜 왔는가에 관심을 갖게 되었다.